# جیدن کاکس
جِیدِن کاکس (به انگلیسی: J’den Cox،  زادهٔ ۳ مارس ۱۹۹۵) ورزشکار مرد رشتهٔ کشتی آزاد کشور آمریکا در دسته‌های ۸۶ و ۹۲ ک‌گ است. کاکس برندهٔ مدال برنز المپیک ۲۰۱۶ ریو و مدال طلا قهرمان کشتی جهان در سال‌های ۲۰۱۸ و ۲۰۱۹ است. او همچنین دارندهٔ یک مدال نقره در سال ۲۰۲۲ و دو مدال برنز قهرمانی جهان در سال‌های ۲۰۱۷ و ۲۰۲۱ و نیز قهرمان کشتی پان امریکن در ۲۰۱۹ است. 
او در ۲۴ آوریل ۲۰۲۴ کفش هایش را آویخت و با کشتی قهرمانی خداحافظی کرد.

## فعالیت ورزشی

### المپیک ریو ۲۰۱۶
کاکس در سال ۲۰۱۶ میلادی در المپیک ریو ۲۰۱۶ در وزن ۸۶ کیلوگرم حاضر بود که در دور اول و دوم آمارهاجی ماهامدائو از بلاروس و علیرضا کریمی از ایران را شکست داد اما در دور بعد از سلیم یاشار کشتی‌گیر ترکیه شکست خورد و به دیدار رده‌بندی رفت. وی در دیدار رده‌بندی رینیریس سالاس کوبایی را شکست داد و به مدال برنز رسید.

### قهرمانی جهان ۲۰۱۷
کاکس در وزن ۸۶ کیلو مسابقات قهرمانی کشتی آزاد جهان ۲۰۱۷ پاریس حاضر بود که در دورهای اول تا سوم احمد دوداروف از آلمان، ویل هینو از فنلاند و زبیگنیف بارانوفسکی از لهستان را شکست داد اما در نیمه نهایی به بوریس ماکوجف از اسلواکی باخت و به دیدار رده‌بندی رفت. وی در دیدار رده‌بندی میهایل گانف کشتی‌گیر بلغاری را شکست داد و مدال برنز وزن ۸۶ کیلوگرم را به دست آورد.

### قهرمانی جهان ۲۰۱۸
کاکس در وزن ۹۲ کیلوگرم کشتی آزاد مسابقات قهرمانی کشتی جهان ۲۰۱۸ بوداپست حاضر بود که داتو مارساگیشویلی از گرجستان، نیکولا کبان از رومانی و علیرضا کریمی از ایران را ۵ بر ۲ شکست داد و به فینال رسید. وی در فینال نیز ایوان یانکوسکی کشتی‌گیر بلاروسی را با نتیجهٔ ۴ بر ۱ شکست داد و مدال طلا وزن ۹۲ کیلوگرم را به دست آورد.

### قهرمانی جهان ۲۰۱۹
کاکس در وزن ۹۲ کیلوگرم کشتی آزاد مسابقات قهرمانی کشتی جهان ۲۰۱۹ نورسلطان حاضر بود که محمد فرج از الجزایر، نورگلی نورگایپولی از قزاقستان و ایراکلی متسیتوری از گرجستان را شکست داد و به فینال رسید. وی در فینال علیرضا کریمی از ایران را شکست داد و مدال طلا وزن ۹۲ کیلوگرم را به دست آورد.

### قهرمانی جهان ۲۰۲۱
کاکس در وزن ۹۲ کیلوگرم کشتی آزاد قهرمانی کشتی جهان ۲۰۲۱ اسلو شرکت کرد، او در مسابقه‌های اول تا سوم داگوادورجین اورگیلوخ از مغولستان، سیمون ایاناتونی از ایتالیا و جرمی پوآیر از کانادا را شکست داد اما در نیمه نهایی به کامران قاسم‌پور از ایران باخت و به دیدار رده‌بندی رفت. وی در دیدار رده‌بندی آندری ولاسوف از لهستان را شکست داد و مدال برنز را به دست آورد.

### قهرمانی کشتی جهان ۲۰۲۲
کاکس در وزن ۹۲ کیلوگرم کشتی آزاد قهرمانی کشتی جهان ۲۰۲۲ بلگراد شرکت کرد، او در این مسابقات بی یوشیانگ از چین، رادوسلاو مارسینکیویچ از لهستان و عثمان نورماگمدوف از آذربایجان را شکست داد و به فینال رسید. وی در دیدار نهایی به کامران قاسم‌پور از ایران باخت و به مدال نقره رسید.